# (471196) 2010 PK66
(471196) 2010 PK66 ist ein großes transneptunisches Objekt im Kuipergürtel, das bahndynamisch als Cubewano (CKBO) eingestuft wird. Aufgrund seiner Größe gehört der Asteroid möglicherweise zu den Zwergplanetenkandidaten.

## Entdeckung
2010 PK66 wurde am 14. August 2010 von einem Astronomenteam, bestehend aus Dave Rabinowitz, Meg Schwamb und Suzanne Tourtellotte, mit dem 3,6–m–ESO-Teleskop am La-Silla-Observatorium (Chile) der Europäischen Südsternwarte (ESO) entdeckt. Die Entdeckung wurde am 12. September 2010 zusammen mit 2010 PL66 bekanntgegeben, der Planetoid erhielt später von der IAU die Kleinplaneten-Nummer 471196.
Der Beobachtungsbogen des Planetoiden beginnt mit der offiziellen Entdeckungsbeobachtung am 14. August 2010. Seither wurde der Planetoid durch verschiedene erdbasierte Teleskope beobachtet. Im April 2017 lagen insgesamt 187 Beobachtungen über einen Zeitraum von 5 Jahren vor. Die bisher letzte Beobachtung wurde im Juli 2015 am Pan-STARRS-Teleskop (PS1) (Maui) durchgeführt. (Stand 16. März 2019)

## Eigenschaften

### Umlaufbahn
2010 PK66 umkreist die Sonne in 261,91 Jahren auf einer fast kreisförmigen Umlaufbahn zwischen 40,69 AE und 41,18 AE Abstand zu deren Zentrum. Die Bahnexzentrizität beträgt 0,006, die Bahn ist 13,63° gegenüber der Ekliptik geneigt. Derzeit ist der Planetoid 40,77 AE von der Sonne entfernt. Das Perihel durchlief er das letzte Mal 1986, der nächste Periheldurchlauf dürfte also im Jahre 2248 erfolgen.
Marc Buie (DES) klassifiziert den Planetoiden als Cubewano, wobei er zu den bahndynamisch «heißen» klassischen KBO gehört, während vom Minor Planet Center keine spezifische Einstufung existiert; letzteres ordnet ihn als Nicht-SDO und allgemein als «Distant Object» ein.

### Größe
Derzeit wird von einem Durchmesser von 358 km ausgegangen, basierend auf einem Rückstrahlvermögen von 8 % und einer absoluten Helligkeit von 5,7 m. Ausgehend von diesem Durchmesser ergibt sich eine Gesamtoberfläche von etwa 403.000 km2. Die scheinbare Helligkeit von 2010 PK66 beträgt 21,83 m.
Da es denkbar ist, dass sich 2010 PK66 aufgrund seiner Größe im hydrostatischen Gleichgewicht befindet und somit weitgehend rund sein könnte, erfüllt er möglicherweise die Kriterien für eine Einstufung als Zwergplanet. Mike Brown geht davon aus, dass es sich bei 2010 PK66 um vielleicht einen Zwergplaneten handelt.
| Jahr                                         | Abmessungen km | Quelle   |
| -------------------------------------------- | -------------- | -------- |
| 2018                                         | 386,0          | Johnston |
| 2018                                         | 358,0          | Brown    |
| Die präziseste Bestimmung ist fett markiert. |                |          |